# 重野安正
重野 安正（しげの やすまさ、1941年12月1日 - 2021年4月9日）は、日本の政治家。従四位。衆議院議員（3期）、大分県議会議員（7期）、社会民主党幹事長（第6代）、同国会対策委員長（第6代）を歴任。

## 経歴

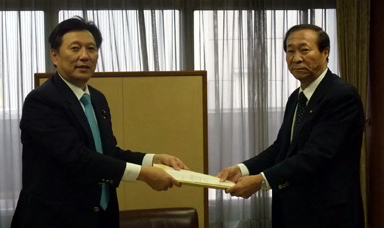
2011年2月22日、内閣府副大臣末松義規（左）と

1962年、農業改良普及員として大分県庁に入庁。その後、労働組合活動に没頭するようになり政治に目覚めた。自治労大分県職員連合労働組合の加盟労組である大分県職員労働組合（大分県職労）から大分県議会議員に転身。2000年、大分2区から衆議院議員に立候補し比例復活で初当選。
国政では、社会民主党の国会対策委員長を経て幹事長に就任した。民社国連立政権下でも引き続き幹事長を務め、内閣府特命担当大臣（消費者及び食品安全・少子化対策・男女共同参画担当）として入閣した党首の福島瑞穂に代わり党務全般を指揮した。また、全国国公立幼稚園PTA連絡協議会の顧問や大分県国際農友会の会長、さらに自治労大分県職員連合労働組合や大分県職員労働組合の特別執行委員も務めた。
2012年2月25日、社民党党大会において幹事長選挙が行われた。国対副委員長の服部良一との一騎討ちとなり、重野が173票を獲得し、服部の57票を上回って再選。しかし同年10月に脳梗塞のため東京都内の病院に入院し、衆議院解散後の11月18日、社民党大分県連は健康問題を理由として第46回衆議院議員総選挙には擁立しないことを発表した。その結果、急遽吉川元を後継に擁立し、吉川は小選挙区で敗れたが、比例区で初当選した。
2021年4月9日4時35分、心筋梗塞のため大分市内で死去。79歳没。死没日をもって、従四位に叙される。

## 略歴
- 1957年3月 野津町立野津中学校（現・臼杵市立野津中学校）卒業。[要出典]
- 1960年3月 大分県立臼杵高等学校卒業[5]。
- 1962年3月 大分県立農業講習所（現・大分県立農業大学校）卒業。
- 1962年5月 大分県庁入庁。
- 1970年 自治労大分県職員連合労働組合本部書記長に就任。連続4期務める。
- 1974年 自治労大分県本部書記長に就任。
- 1975年4月 大分県庁退職。大分県議会議員当選。以降7期25年務める。
- 2000年6月 第42回衆議院議員総選挙に大分2区から立候補、衛藤征士郎に敗れるも、比例代表で復活当選。
- 2003年11月 第43回衆議院議員総選挙で、再び衛藤に敗れ、比例復活もならず落選。
- 2005年9月 第44回衆議院議員総選挙でも、衛藤に敗れるが、比例復活。2期目の当選。
- 2005年 国会対策委員長に就任。
- 2007年12月23日 幹事長に就任。
- 2009年8月30日 第45回衆議院議員総選挙で衛藤を破り初の小選挙区当選。3期目。
- 2012年 第46回衆議院議員総選挙には立候補せず。
- 2013年1月24日 幹事長を退任。
- 2014年11月 旭日中綬章受章。
- 2021年4月9日 死去

## 政策・主張
- 2009年4月5日に北朝鮮によるミサイル発射実験が行われると、「他国の領土と領海内に落下する可能性がありながら発射を実施したことは、まことに遺憾である」との北朝鮮への非難と共に、「日本政府がこの機会に乗じて、ミサイル防衛体制の整備を進めようとすることは問題である」との幹事長名の談話を発表した[6]。
- 2012年4月に実施された北朝鮮によるミサイル発射実験における日本側の対応について、「過剰だ。政治的なにおいがしてならない。新たな緊張関係を醸し出すのではないか」と批判した[7]。
- 選択的夫婦別姓制度に賛成。「選択的夫婦別姓を求める当事者が初の違憲訴訟を起こしている。国連女性差別撤廃委員会も、民法改正を行わない日本政府を厳しく追及している。」と主張している[8]。

## 人物
大分県職労から大分県議、国会議員になり国会対策委員長を務めた経歴は、大分1区選出の社民党の元総理大臣・村山富市と同じである。また、重野の後継として大分県議となった吉田忠智（参議院議員）は九州大学農学部卒業後、大分県職員となった人物であるが、大分県職労の幹部を務めていた。さらに重野は大分県立農業講習所（現・大分県立農業大学校）出身で、村山富市は漁師の出身なので、村山・重野・吉田はともに農林水産業に関わりがあると言える。

## 所属していた団体・議員連盟
- 日韓海底トンネル推進議員連盟
- 日朝国交正常化推進議員連盟
- ラグビーワールドカップ2019日本大会成功議員連盟